# Giovinetto
Giovinetto és un cor format per onze joves, 3 nois i 8 noies, d'entre 17 i 20 anys a Puig-reig (Berguedà) amb l'objectiu de participar en el concurs televisiu de corals de TV3, Oh Happy Day.
La tardor de 2015, el grup va participar en la tercera edició del programa Oh Happy Day, on competien corals d'arreu de Catalunya, interpretant temes d'autors i estils molt diversos. El grup fou finalista i va quedar en segona posició a la final del programa.

## Biografia
Els dotze components de Giovinetto, originaris de diferents poblacions del baix Berguedà (Puig-reig, Gironella, Berga, Casserres i Viver i Serrateix) i del Bages (Navàs), ja cantaven junts, abans de crear el grup vocal, a la prestigiosa Polifònica de Puig-reig. La seva formació musical parteix de l'Escola Municipal de Música de Puig-reig, la major part d'ells des de ben petits. A principis d'estiu de 2015, engrescats per Marc Font que n'esdevindria el director, van decidir formar un cor de joves per presentar-se al programa concurs de TV3 Oh Happy Day.
Van debutar al càsting del programa, emès el 19 de setembre de 2015, amb Lacrimosa de Mozart, actuació que fou molt elogiada pels tres membres del jurat (Roger Coma, Chenoa i Daniel Anglès) els quals li van atorgar tres vots positius, amb la qual cosa Giovinetto entrava a formar part dels deu cors que competirien al llarg de la tercera temporada del programa. A la final, emesa el 29 de novembre del mateix any, Giovinetto va quedar en segona posició, mitjançant votació del públic, darrere dels guanyadors Quartet Mèlt, mentre que en tercera posició es va situar el cor masculí Jarks. Durant la temporada Giovinetto va interpretar cançons de Queen, ABBA, el musical Jesus Christ Superstar, Els Pets, Aretha Franklin, The Jackson 5, Joan Dausà, Carmina Burana, Maroon 5, Els esquirols. Michèle Alderete fou la seva coach al llarg del programa. En dues ocasions (gales 3 i 6) van obtenir el guardó a la millor cançó de la nit, i van estar nominats en tres ocasions. En quasi totes les gales fou el cor més mencionat a Twitter durant l'emissió (fet que el programa recollia).
La participació de Giovinetto al programa, i especialment la final, van generar un corrent de suport per part de tota la comarca, que es va posar de manifest per exemple en la instal·lació d'una pantalla gegant a l'antiga biblioteca de Puig-reig per seguir el programa de la gala final, i també en l'acte de rebuda i homenatge que se'ls va fer l'endemà al gimnàs de l'Institut de Puig-reig, organitzat per l'Ajuntament i l'Escola de Música.,
Fora del programa televisiu, algunes de les actuacions destacables que ha efectuat el cor són a la Festa dels súpers el 17 d'octubre de 2015, la col·laboració en el concert de comiat de Joan Dausà "La festa final" el 27 i 28 de desembre de 2015, a la inauguració de la decoració de Nadal de la cadena Swarovski al Portal de l'Àngel a Barcelona, el primer concert al Berguedà després del programa, amb el lema "Gràcies Berguedà", a Gironella el 21 de febrer de 2016, entre d'altres.